# 薮本直樹
薮本 直樹（やぶもと なおき、1976年 - ）は、日本の実業家。大阪府生まれ。株式会社サムシングファン 代表取締役社長。

## 来歴
- 2003年3月、株式会社サムシングファンを創業。映像や動画活用をメインとしたサービスを展開し、動画市場を開拓した。
- 一般社団法人EO大阪理事として大阪府ベンチャー支援プロジェクト「Booming!」を担当[2]
- 立命館大学経営学部DML共同研究「企業・組織における動画の有効活用に関する研究」開始[3]。立命館大学経営学部客員教授に就任（2013年）
- 映画「そこからの光 未来の私から私へ」では、プロデューサーとして作品の制作に携わった（2021年）[4]
- 大阪ニューセンチュリーライオンズクラブメンバー
- 一般社団法人EO大阪メンバー
- デジタルハリウッド大阪校 ネット動画クリエイター専攻、特別講師（2015年）
- 盛和塾大阪塾生（ - 2019年）

## 人物
- 趣味は、アウトドア・バーベキュー。座右の銘は、おもしろきこともなき世をおもしろく[5]。